# Gaëtane Thiney
Gaëtane Thiney (født 28. oktober 1985) er en fransk fodboldspiller, der spiller for Division 1 Féminine klubben Paris FC og Frankrigs landshold.